# Idioctis littoralis
Espèce
Idioctis littoralis est une espèce d'araignées mygalomorphes de la famille des Barychelidae.

## Distribution
Cette espèce est endémique de Singapour.

## Description
La femelle décrite par Robert John Raven en 1988 mesure 11,0 mm.

## Publication originale
- Abraham, 1924 : « Some mygalomorph spiders from the Malay Peninsula ». Proceedings of the Zoological Society of London, vol. 1924, p. 1091-1124.